# قطع رؤوس فتيات مسيحيات إندونيسيات 2005
قطع رؤوس فتيات مسيحيات إندونيسيات 2005 في 30 أكتوبر 2005 تم قطع رأس ثلاث فتيات مسيحيات هنَّ: تيريزا مورانغكي (15 سنة)، ألفيتا بوليويو (17 سنة)، ويارني سامبو (17 سنة)، على أيدي مسلحين مسلحين في منطقة بوسو بجزيرة سولاوسي الإندونيسية، وهي منطقة تعاني من العنف الطائفي. منذ عام 2001 خطط المهاجمون لقطع الرؤوس بعد زيارة إلى الفلبين. في عام 2006 قُبض على ثلاثة رجال وفي عام 2007 أدينوا بالجريمة، وحُكم على أحدهم بالسجن لمدة 20 عامًا والآخر بالسجن لمدة 14 عامًا.

## خلفية
شهدت منطقة سولاوسي الوسطى أعمال عنف بين المسلمين والمسيحيين في السنوات الأخيرة. وقعت أخطر أعمال العنف أعمال الشغب في بوسو بين عامي 1998 و2000. قُتل أكثر من 1000 شخص في أعمال عنف وأعمال شغب وطُرد عشرات الآلاف من منازلهم. بعد فترة من الهدوء النسبي، اشتعلت الأعمال العدائية بشائعات بأن فتاة مسلمة تعرضت للاغتصاب على يد مسيحي. مات الآلاف من المسلمين والمسيحيين في العام التالي، وذُكر أن أكثر من 60.000 عائلة قد فرت من منازلها.
تم توقيع اتفاق مالينو للسلام في عام 2001 وأسفر عن انخفاض كبير في العنف، ولكن في السنوات التالية، استمر التوتر والهجمات المنهجية. في عام 2003 قُتل 13 مسيحيًا في منطقة بوسو على أيدي مسلحين ملثمين مجهولين. في مايو 2005 أدى انفجار قنبلة في بلدة تينتينا القريبة إلى مقتل 22 شخصًا وإصابة أكثر من ثلاثين. بعد أيام من القتل تم إطلاق النار على فتاتين تبلغان من العمر 17 عامًا في نفس المنطقة.
انتقد قادة الجالية المسيحية مرارًا السلطات لعدم قيامها بما يكفي للعثور على مرتكبي الهجمات على المسيحيين في سولاويزي.

## الهجوم
كانت المراهقات الثلاثة يسيرون إلى مدرسة مسيحية خاصة في مقاطعة سولاويزي الوسطى مع صديقتهم نوفيانا ماليوا 15 عامًا، عندما هاجمتهم مجموعة من ستة رجال ملثمين مسلحين بالسواطير. ترك المهاجمون أحد رؤوس الفتيات خارج الكنيسة. لقد تركت ملاحظة مع الرؤوس المقطوعة التي أُلقيت في أكياس بلاستيكية في قرية البنات، والتي نصت على ما يلي: "مطلوب: 100 رأس إضافي مراهق أو بالغ، ذكر أو أنثى، ويجب الرد على الدم بالدم، والروح بالنفس، الرأس بالرأس. نجت ماليوا الصغرى من الهجوم مصابة بجروح خطيرة في رقبتها. كانت الفتاة الباقية قادرة على وصف المهاجمين للشرطة.
قُبض على خمسة من المشتبه بهم، بمن فيهم ضابط سابق في الشرطة العسكرية، وأُطلق سراحهم فيما بعد لعدم كفاية الأدلة، على الرغم من أن ثلاثة أُعيد اعتقالهم فيما بعد. بدأت محاكمة ثلاثة رجال إيروانتو إيرانو وليليك بوروانتو وحسن الدين في نوفمبر 2006. في فبراير 2007 أوصت النيابة العامة بالسجن لمدة 20 سنة لجميع المتهمين الثلاثة. قال ممثلو الادعاء إنهم لم يسعوا إلى عقوبة الإعدام لأن المتهمين أبدوا ندمهم وغفرتهم أسر الضحايا. صدرت الأحكام في 21 مارس 2007. وحُكم على حسن الدين 20 سنة للتخطيط للهجوم، بينما مُنح اثنان من شركائه 14 عامًا. أخبر حسن الدين المحكمة أنه ساعد في التخطيط للهجوم، لكنه نفى مزاعم بأنه دبرها. عن الذهاب إلى السجن قال حسن الدين «إنها ليست مشكلة إذا حُكم علي بالسجن لأن هذا جزء من كفاحنا.» منطقة بوسو.